# Grundschartner
Der Grundschartner ist ein 3065 m hoher Berg in den Zillertaler Alpen, südöstlich oberhalb von Mayrhofen in Tirol.
Er ist Teil des Ahornkamms von Mayrhofen bis zu italienischen Grenze, der an der Wollbachspitze in den Zillertaler Hauptkamm mündet.
Die erste bekannte Ersteigung erfolgte durch den Jäger Pöllsteiner aus der Silluppe über die Grundscharte, die erste touristische Ersteigung durch Ferdinand Löwl mit dem Jäger Bliem im Jahre 1877 aus dem Sundergrund. Der Normalanstieg erfolgt von Osten aus dem Sundergrund oder von Westen über die Grundscharte (beides Schwierigkeitsgrad I).
Der Grundschartner ist bekannt durch seine markante Nordkante, auch Mittergrat genannt, die 1928 von Peter Aschenbrenner und Willi Mayr teilweise in technischer Kletterei erstbegangen wurde (Schwierigkeit V-/A0) und heute mit VI bewertet wird.